# If I Was Your Girlfriend
If I Was Your Girlfriend è un singolo del cantautore statunitense Prince, pubblicato nel 1987 ed estratto dall'album Sign o' the Times.

## Tracce
- 7"

1. If I Was Your Girlfriend
2. Shockadelica

## Classifiche
| Classifica (1987) | Posizione massima |
| ----------------- | ----------------- |
| Belgio (Fiandre)  | 14                |
| Irlanda           | 8                 |
| Italia            | 19                |
| Nuova Zelanda     | 48                |
| Paesi Bassi       | 17                |
| Regno Unito       | 20                |
| Stati Uniti       | 67                |
| Stati Uniti (R&B) | 12                |
| Svizzera          | 15                |

## Apparizioni in altri media
Sia il singolo If I Was Your Girlfriend che la sua B-side Shockadelica sono presenti nel film Striptease (1996), interpretato da Demi Moore.